# シンソウガクシャ
『シンソウガクシャ』は、広石匡司による日本の漫画作品。『月刊マガジンZ』（講談社）および、Yahoo! JAPAN内コンテンツYahoo!コミックによるコラボレーションに基づくクロスオーバー作品企画『ヒーロークロスライン』（通称HXL）作品である。ウェブコミック誌『ヒーロークロスライン』にて連載された。単行本は全1巻だが、同人誌等で続編は執筆されている。

## あらすじ
西暦1999年。数多の邪悪と数多の正義の原始「オルタレイション・バースト」。それから20年、世界は未だ混沌の中にあった。1999年以降、数万人に一人の確率で無作為に目覚める異形の超能力者。人々は彼らを『地獄の扉を叩いた者』と言う意味を込めてKNOCKERS（ノッカーズ）と呼んだ。西暦2019年、突如として警視庁が占拠された。首謀者は"仮面の男"シュライク。彼は強力な催眠と洗脳を得意とし、一夜にして主戦力のほとんどを支配下に置いた。奪還作戦の責任者・霧原茂警部補は対応策として新型ブースター「特化19式」の使用を決断する。だが、それを使えるのはまだ14歳の少年・立見硬だけだった。

### 第6話、第5.5話
同人誌「ヒーロークロスライン アフターミッション」に掲載された作品。連載版最終話ラストシーンに至るまでのエピソードが描かれている。
第6話
硬の活躍から、硬と同様に物心つく前から幼少時にオルタレイション・バーストを起こしノッカーズとなった児童を集めた特別学級「深層学舎（シンソウガクシャ）」が設立され、BOOTS特別隊員として活躍し賛否両論ながら世間からも受け入れられつつあった…。だが、硬は度々学舎を抜け出しては社会的立場が弱い未成年ノッカーズを文字通り食い物にする犯罪者を狩って回るという行為を繰り返していた。BOOTSの一員として活動するうちにノッカーズの脳内から採取できる特殊物質・デミアジウムを得るために犠牲とされる子どもたち…。そんな現状に悩み苦しむ硬は犯罪者たちを倒さなければ眠れないほどの不眠症に陥っていた。
第5.5話
第6話から半年ほど前。まだBOOTSに硬と那由他しかいなかった頃、BOOTS隊員と硬は未だに連携を取れないでいた。一般隊員からすればノッカーズとはいえ未成年の硬は「護らなければならない対象」であり、彼らのみならず硬自身も二律背反な状況に悩んでいた。そんなある日、硬はマジン団情報参謀・レーダの接触を受ける。洗脳電波と口八丁で煙に巻かれつつあった硬だが、レーダが拾った「降着生物8号」と呼ばれる存在が暴走を始める。
2009年に地球に接近した巨大隕石から飛来したと思われるそれは周囲から吸収した物質を体内で再構成した反応物質量が臨界を超えると自爆するという歩く反物質爆弾だった。8号に引っかかったレーダを助け、爆発を抑え込もうとする硬に高階が協力、彼のブースターからエネルギーの供給を受けて爆発を上空へ逸らすことに成功する。

## 登場人物

### 主要人物
立見 硬（たつみ コウ）
2005年生まれの中学2年生、14歳。母親の胎内でオルタレイション・バーストを起こした為、生まれた時点でリザードマンのような姿に変身し、ごく軽度の重力を操作する能力を持っていた。その身の上から差別の対象であり、現在の立見姓は母方の物。学校も常にたらい回しにされ、在学が認められても空き教室に隔離されると言う生活だった。
シュライクによる警視庁占拠事件解決の為、半ば強制的に奪還作戦に参加、以後警察庁長官のお墨付きでBOOTS特別隊員とされる。
ノッカーズ専用試作ブースター「特化19式」に同調できる唯一の存在でブースターが稼働中なら従来型ブースター使い全員を相手にできる。しかし本人にその気が無い為、霧原の遠隔操作で強制的に戦わされることもしばしば。活躍するに従い、世間では「トカゲルゲ」「シッポマン」等と呼ばれるようになる。
ブースター『特化19式』
凶悪化、巧妙化するノッカーズ犯罪に対抗する為に「人間ではなくノッカーズの能力をブーストする」と言う発想の許、開発された新型ブースター。完成した物の装着者に合わせた調整に難航し、逆転の発想で「この新型に同調できるのは誰か?」と登録ノッカーズを総ざらいした結果、立見硬が選ばれた。量子チャンネルの調整などまだ改良の余地がある上、エネルギーと変身維持限界は「装着者の意志と能力」にも左右される。
装着した際には長く伸びた尻尾状の部位を任意の形に展開する事で重力を制御する。
主な技
「グラヴィティ・ファウスト（アングリフ）」- 腕（脚）に巻き付けて拳（蹴）撃を強化する。
「グラヴィティ・イージス、クーゲル」- 体の周囲に展開する事で攻撃を捻じ曲げる・弾き飛ばす。
「グラヴィティ・プレス」- 対象者にかかる重力を倍加させる。
「グラヴィティ・ゲシュース」- 全パワーを指先に集中し敵を粉砕する。
霧原 茂（きりはら しげる）
BOOTS第二班長を勤める警部補、43歳。元はブースター使いで「狂犬」とまであだ名された筋金入りのノッカーズ嫌いだった。3年ほど前に担当した事件で両足を失い一線を退くが、義足をブーストする事で一時的な歩行は可能。
特化19式の装着者として硬を抜擢するが、非協力的な際には車椅子に内蔵されたモニタリングシステムで遠隔操作を行う。硬の使う技の大半は彼の命名である。
強引に事を進めるかと思えば、立見夫妻からの申し立てに応じて硬の授業を担当したり、ブースター調整の能力を持つナユタには妙に甘かったりとつかめない人物。それらは1999年、当時23歳の彼が経験した事件に端を発する。
1999年、大学を出たばかりの新米教師だった霧原はノッカーズの起こした事件で初めて担任となった生徒たちを1クラス丸ごと（28名）失った。ノッカーズへの復讐を決意して警察官に転職。BOOTSに入隊しブースター使いとして戦い続けたが、3年前に両足と引き換えに殺したノッカーズは社会から弾き出された少年だった。それを契機に「未だ何者でもない子供たち」の未来を切り開くべく方針を転換、警視庁地下にノッカーズの子供たちを集め、保護・育成する「深層学舎」を作った。
矢的基未（やまと モトミ）
霧原の部下でブースター使いの巡査長26歳 。大分県出身の元ヤン。極めてガサツな性格で、子供の頃から喧嘩三昧の生活だったらしく、母親との不和の原因にもなっている。しかしそれも抑えきれない正義感から来るもので、本人もそれを貫くのに少々意固地になっている所がある。
使用するブースターは格闘タイプ。決め技である「ガルバニックチャージ」は敵に打ち込んだ超電導コイルを目印に電磁加速して突っ込む突撃技「リニアドライヴ=ギムレット」。
鷹目 遊（たかのめ ゆう）
警察庁長官。シュライクの占拠事件の際には体を乗っ取られる。女性ながら中学生をBOOTSに採用してマスコミの追及を受けても、しらじらしくスットボケる図太い性格の持ち主。
五ヶ山橘花（ごかやま きっか）
BOOTS福岡支部「青ノ七（シイのなな）」筆頭、警部補で26歳（1993年6月29日生まれ）。「青ノ七」は日本でも最初に犯罪者ノッカーズに対してノッカーズを採用した特殊部隊で橘花自身、硬と同じ重力制御による飛行能力の持ち主。硬と同系統の能力者として特訓を課す。ヒーロークロスライン『青の橘花』の主人公。
戸田那由他（とだ ナユタ）
警視庁大深部警察局に保護されているノッカーズの少女、10歳。詳しい能力は不明だが、塑性限界に達した特化19式を「打ち直す能力」を持つ。保護されてから霧原以外の人間と接しておらず、硬からも「不思議系」と呼ばれるほどの天然な性格。
硬の家族
父「勲」、母「香子」、姉「恵」に硬を含めた4人家族。元々は父親の「村上姓」を名乗っていたが、硬がノッカーズとして生まれた為、周囲の迫害を避けるために「立見姓」に改めた。
硬が活躍する事で『マスコミ対策』の名目で大深度警察局内に「保護」される。
優斗、水奈（ゆうと、みな）
硬と同様に物心つく前から幼少時にオルタレイション・バーストを起こしノッカーズとなった児童を集めた特別学級「深層学舎（シンソウガクシャ）」に所属する生徒。
優斗は身体をブロックパズルのような形に分解してパーツごと体当たりする能力「エガシラ流・無影朧気弾」を持つ。技名からしても、かなりの中二病気質。
水奈はイルカと鮫を足して割ったような姿に変身して水を操る。技名は「ノックウォーター」と単純で優斗からはダサいと言われる。

### ノッカーズ
シュライク
オルタレイション・バースト以降、20年に亘って暗躍を続ける謎のノッカーズ。「仮面の男」と呼ばれるが、その実体はドミノマスク型の仮面の部分で、肉体はその都度別人を乗っ取り利用している。
パウダー
大分県の観光地「夢大吊橋」を占拠したノッカーズ。自身の肉体が「爆薬」で構成されており、髪の毛一本でもダイナマイト数本分の威力を発揮する。状況に応じて指や手首をも切り落として利用するが、使った際に笑っていた事から、時間さえ掛ければ欠損した部位も再生する模様。ただし頻繁に使用する髪の毛に関しては「薄くなってきている」らしい。
ソッキュー
パウダーの相棒。その名の通り「剛速球を投げる能力」を持ち、パウダーの体の一部を投げる事でちょっとしたミサイル並みの威力を発揮する。気の弱い男で、パウダーに乗せられている感がある。
VOID（ヴォイド）
現用を遥かに上回る自律型ブースター「ネバーモア」を纏い、「ノッカーズの能力を奪う能力」を持つノッカーズ。ヒーロークロスライン『VOID』の主人公。
本人曰く、ノッカーズが支配する未来を修正するための行動だが、彼が過去に現れた時点で彼の知る歴史からは切り離されている可能性がある。
レーダ
ノッカーズ組織「マジン団」の情報参謀を名乗る。見た目は硬とさして変わらないように見えるが、シリーズ開始時から存在しており実年齢は相当いっている。ヒーロークロスライン『ひろよん』の主人公。